# 레베카 슐
리베카 슐(Rebecca Schull, 1929년 2월 22일 ~ )은 미국의 배우이다.
뉴욕에서 태어났다.

## 출연 작품
- 몰리의 상대성이론 (2013년) - 실비아 역
- 트웰브 써티 (2010년)
- 플란넬 파자마 (2006, Flannel Pajamas) - 엘리자베스 역
- 리틀 칠드런 (2006년)
- 플라이트 93 (2006년)
- 애널라이즈 댓 (2002년)
- 애널라이즈 디스 (1999년) - 도러시 소블 역
- 별난 커플 2 (1998년)
- 명탐정 디씨 (1997년) - 마 역
- 모털 피어 (1994년)
- 마이 라이프 (1993년)
- 유죄추정 (1991년)
- 범죄와 비행 (1989년)

### 텔레비전
- 원 라이프 투 리브 (1982-83)
- 윙스 (1990-97) - 페이 에벌린 역
- 체이싱 라이프 (2014-15)